# K-pital
K-pital a fost o formație muzicală din România înființată pe 1 aprilie 1999 de Vlad Gheorghiu și Alex Cernahoschi, având hiturile din genul muzical techno cu influențe house. În același an, în iunie, pe compilația NRG!A a casei de discuri Roton, apare prima încercare K-pital, melodia „Drumul spre soare”.

### PerioadaMiki
În toamnă, inițiatorii proiectului au invitat-o pe Miki, o voce care confirmase, să li se alăture. Ca prim rezultat notabil este lansat, pe 15 aprilie 2000, albumul „Vibrații”, după ce piesa cu același titlu, lansată pe 3 ianuarie 2000, intrase în Topul Radio Contact pe locul 1, încă din prima săptămână. Destul de repede, pe 10 decembrie 2000, apare pe piață LP-ul „Hei!”, răsplătit cu Premiul Otto Bravo. A urmat un an de muncă în studio și a apărut albumul „Senzual”, pe 26 octombrie 2001. Piese precum „Visez”, „Undeva”, „Hei !”, „Nu poți să stai deoparte”  sau „Iubirea mea” au propulsat formația și vocea ei, Miki, pe cele mai înale poziții în topuri. În 2001 și în 2002, K-pital primește Premiul Industriei Muzicale Românești pentru cel mai bun proiect tehno . 

### PerioadaOana
După ce în 2002 Miki a renunțat la colaborarea cu K-pital, alegând o carieră solo, Oana (Oana Zaharia) a devenit noua voce a grupului. Oana s-a născut in 1979 și a fost dansatoare în formația Body&Soul. . Împreună cu Oana, K-pital a mai lansat 2 albume: „Visuri”, în 2003 și „Într-O noapte”, în 2004, fără să mai atingă succesul anterior.
După 10 ani, în 2010, trupa a anunțat o revenire în formula de la debut, intenție care, din nefericire, nu s-a concretizat . 

## Discografie
Miki și K-pital

### Vibrații(15.04.2000)
Roton
1. Intro
2. Kpital
3. Vibrații
4. Nu poți să stai deoparte
5. Bine
6. Visul toboșarului
7. Nu E Prea Târziu
8. Doresc
9. E ziua mea
10. Oare
11. Drumul spre Soare
12. Vibrații (Underground Mix)

### Hei!(10.12.2000)
Roton

Premiul BRAVO-OTTO 2000
pentru cel mai bun tehno românesc
1. Hei! (vocal version)
2. Două stele (vocal version)
3. Visez...
4. Râzi cu mine
5. Cânt la-la-la
6. Energia
7. Hei! (club version)
8. Două stele (club version)

### Senzual(26.10.2001)
Roton
1. Iubirea mea
2. Undeva
3. În fiecare seară
4. Digital titanium
5. Hei!
6. Două stele
7. Visez
8. Cânt la-la-la
9. Râzi cu mine
10. Meditație
11. Departe
12. Undeva (club version)

Oana și K-pital

### Visuri(2003)
Roton
1. Aș vrea
2. Te iubesc acum
3. Tensiune
4. Iubirea mea
5. Vrei să vii
6. Te chem
7. Undeva
8. Înainte de toate
9. Amintiri
10. Aș vrea (Club Remix)

### Într-O noapte(2004)
Roton
1. Într-O noapte
2. E timpul
3. Nu mă lăsa să plec
4. Știu (Interludiu)
5. 2004
6. Ajută-mă
7. O vară cu tine
8. O lume nouă
9. Liniște
10. Într-O noapte (Extended)

## Vezi și
- Miki